# Port de Neukölln

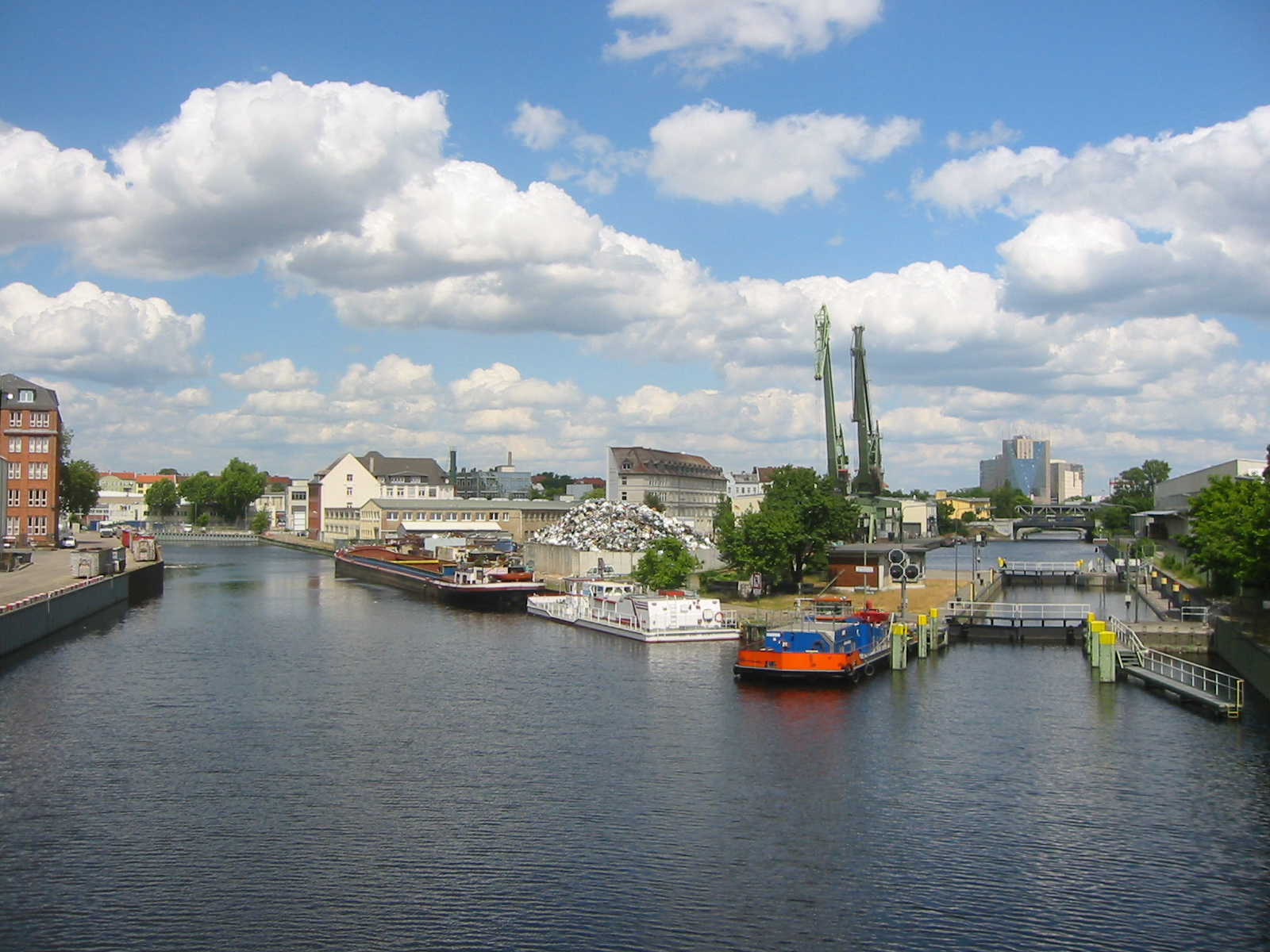
Le port et l'écluse de Neukölln ainsi que la station de recyclage, photographié le 9 juin 2012.

Le port de Neukölln (Hafen Neukölln) est un port fluvial à Neukölln à Berlin en Allemagne.

## Histoire et usage
Ce petit port a été créé en même temps que le canal de Teltow sur lequel il est situé, entre 1900 et 1906. Il est géré par BEHALA (Berliner Hafen- und Lagerhausgesellschaft) qui a son siège au port de l'Ouest (Westhafen). Il est partagé entre un port inférieur et un port supérieur séparé par une écluse. Il se poursuit au nord par le canal navigable de Neukölln et au sud par le canal de Teltow.
Le port est surtout utilisé pour le chargement de déchets à recycler qui sont entreposés sur le site. Il est désigné par le pôle développement urbain du sénat de Berlin comme « un centre logistique bimodal de matières valorisables ».

## Accès
Le port est accessible au nord par la Lahnstraße et la station de bus Neuköllnische Brücke sur la ligne  377 et au sud par la rue Am Oberhafen et la station de bus Am Oberhafen sur la ligne  370.
Les gares et les stations de métro les plus proches sont au nord-ouest la gare de Berlin-Neukölln et la station Neukölln (métro de Berlin), à l'ouest-sud-ouest la station Grenzallee (métro de Berlin) et à l'est par la gare de Berlin Köllnische Heide et au nord par la gare de Berlin Sonnenallee.